# 顶格
顶格（缩写：supe）是一种格，指示位于某物的上方或顶部。其英文名称（Superessive case）来自拉丁语supersum, superesse，意为“使在上面”。大多数语言中这个任务都由介词来完成，不过如匈牙利语等将其纳入语法的格范畴。
匈牙利语中的例子：a könyveken意为“在书上”，字面意思是“书-上”。
芬兰语中，顶格是副词的一个格，能产性局限于少数词干。顶格以后缀-alla/-ällä标记。如：
- kaikkialla意为“到处”（字面意思“所有东西-在”）

- täällä意为“（在）这里”（来自tämä - “这”，字面意思“在这里”）

- muualla意为“（在）其他地方”（来自muu - “其他”，字面意思“其他-在”）

列兹金语中，顶格以后缀标记：sew-re-l“在熊上”。

## 各個格的相對關係
芬兰语、爱沙尼亚语，和匈牙利语等乌拉尔语系常见的方位格如下：
|      | 静止 | 起点 | 终点 | 使役(成份) |
| ---- | ---- | ---- | ---- | ---------- |
| 内部 | 内格 | 出格 | 入格 | 上格       |
| 外部 | 接格 | 离格 | 向格 | 頂格       |